# Jesús Peña
Jesús Fernando Peña Sanchez (Pisco, Perú, 18 de octubre de 1990) es un futbolista peruano. Juega de centrocampista y su equipo actual es Unión San Martín que participa en la Copa Perú. Tiene 34 años.

## Clubes
| Club                        | País | Año         |
| --------------------------- | ---- | ----------- |
| América Cochahuayco         | Perú | 2008 - 2009 |
| Universitario               | Perú | 2010 - 2011 |
| Deportivo Agro Sporting     | Perú | 2012        |
| Sport Victoria              | Perú | 2012        |
| Barcelona de Parcona        | Perú | 2013        |
| Somos Olímpico              | Perú | 2014        |
| Sport Rosario               | Perú | 2014        |
| Cristal Tumbes              | Perú | 2015        |
| Juan Aurich Chongoyape      | Perú | 2016        |
| Juan Aurich Pastor          | Perú | 2017        |
| Octavio Espinosa            | Perú | 2018        |
| Defensor Zarumilla          | Perú | 2018        |
| San Francisco de Asís (Ica) | Perú | 2019        |
| Octavio Espinosa            | Perú | 2019        |
| San Francisco de Asís (Ica) | Perú | 2020        |
| Alfonso Ugarte              | Perú | 2020        |
| Club Cultural 18 de Febrero | Perú | 2022        |
| Unión San Martín            | Perú | 2022 -      |